# Clarence Dennis Coughlin

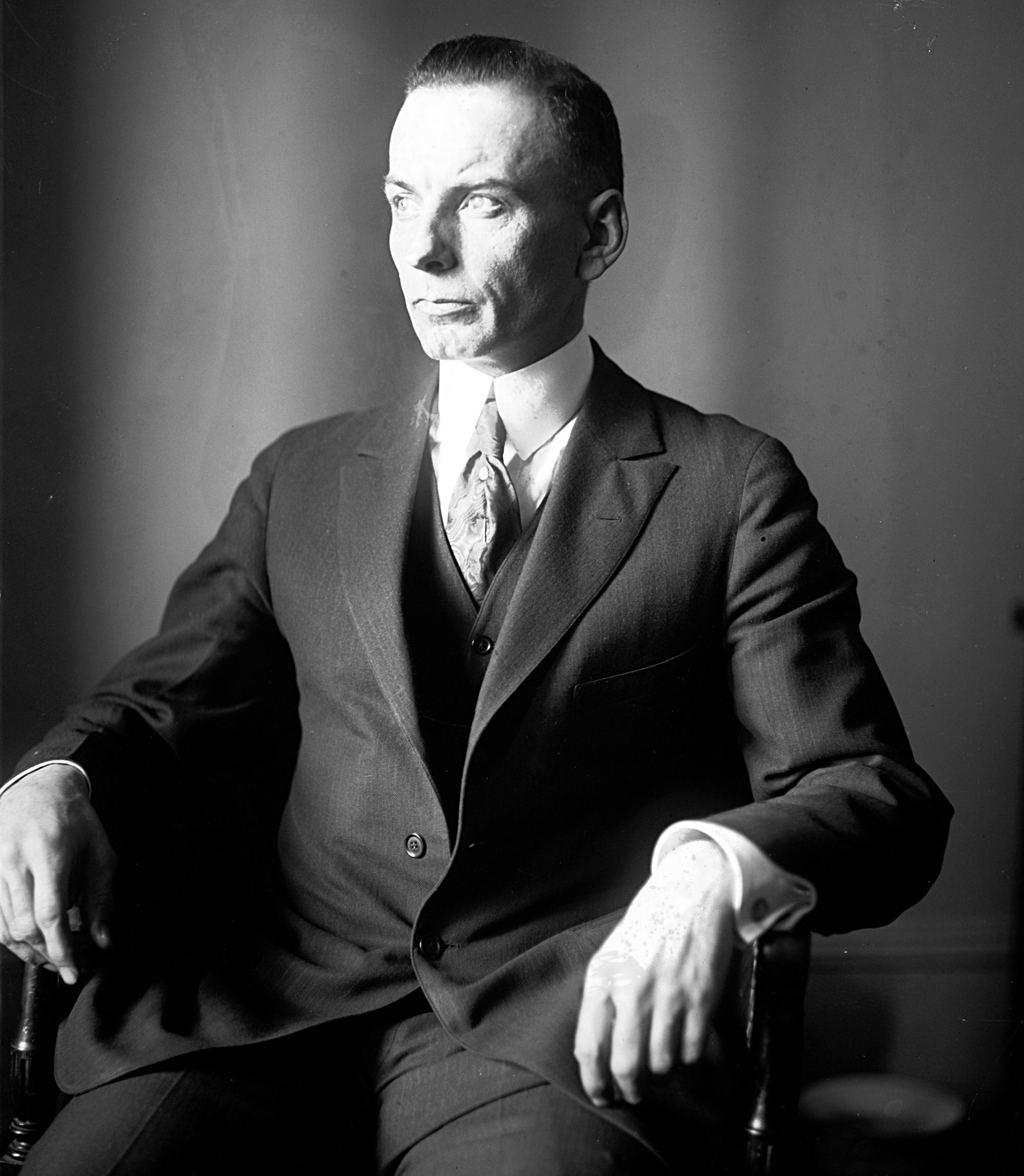
Clarence Dennis Coughlin

Clarence Dennis Coughlin (* 27. Juli 1883 in Kingston, Luzerne County, Pennsylvania; † 15. Dezember 1946 in Wilkes-Barre, Pennsylvania) war ein US-amerikanischer Politiker. Zwischen 1921 und 1923 vertrat er den Bundesstaat Pennsylvania im US-Repräsentantenhaus.

## Werdegang
Clarence Coughlin besuchte die öffentlichen Schulen in Wilkes-Barre und das Wesleyan College in Middletown (Connecticut). Danach studierte er an der Harvard University. Zwischen 1906 und 1910 war er in Wilkes-Barre als Lehrer tätig. Nach einem Jurastudium und seiner 1910 erfolgten Zulassung als Rechtsanwalt begann er im Luzerne County in diesem Beruf zu arbeiten. Außerdem wurde er in Wilkes-Barre und in Scranton im Handwerk, im Bankgewerbe und in der Immobilienbranche tätig. 1918 gehörte er während des Ersten Weltkrieges dem Sicherheitsausschuss seines Bezirks an. Sechs Jahre lang war Coughlin Mitglied einer Kommission zur Überarbeitung der Strafgesetze des Staates Pennsylvania. Politisch schloss er sich der Republikanischen Partei an. Von 1915 bis 1917 war er deren Bezirksvorsitzender im Luzerne County.
Bei den Kongresswahlen des Jahres 1920 wurde Coughlin im elften Wahlbezirk von Pennsylvania in das US-Repräsentantenhaus in Washington, D.C. gewählt, wo er am 4. März 1921 die Nachfolge des Demokraten John J. Casey antrat. Da er im Jahr 1922 nicht bestätigt wurde, konnte er bis zum 3. März 1923 nur eine Legislaturperiode im Kongress absolvieren. In dieser Zeit war er Vorsitzender des Ausschusses zur Kontrolle der Ausgaben des Handelsministeriums.
Zwischen 1925 und 1937 war Clarence Coughlin Berufungsrichter im Luzerne County. Er starb am 15. Dezember 1946 in Wilkes-Barre. Sein Neffe Lawrence Coughlin wurde ebenfalls Kongressabgeordneter.